# Ławeczka Georga Philippa Telemanna w Żarach
Ławeczka Georga Philippa Telemanna w Żarach - ławka pomnikowa zlokalizowana w Rynku, obok Urzędu Miasta, przed Salonem Wystaw Artystycznych w Żarach.
Została odsłonięta 17 kwietnia 2010. Jest dziełem rzeźbiarza Marka Szali z Zakopanego przy współpracy żarskiego artysty Kazimierza Polaka. 
Przedstawia postać kompozytora grającego na skrzypcach. Upamiętnia pobyt jednego z najwybitniejszych kompozytorów niemieckiego baroku, który na zaproszenie hrabiego Erdmanna II von Promnitza przybył z Lipska do Żar w roku 1704 i przebywał tam do roku 1708, dyrygując nadworną orkiestrą. W skomponowanych w tym okresie utworach Telemanna pojawiają się motywy polskie.
Obiekt powstał z inicjatywy władz Żar z okazji 750-lecia istnienia miasta, w ramach projektu Telemann w Żarach, współfinansowanego ze środków Europejskiego Funduszu Rozwoju Regionalnego.